# Anticatolicisme
L'anticatolicisme és el sentiment de rebuig cap al catolicisme i els seus seguidors, que es tradueix en paraules de menyspreu, discriminació o en algunes ocasions, violència. És un tipus concret del sentiment anticristià, experimentat per creients d'altres religions o per ateus. Sovint es confon amb l'anticlericalisme o amb la crítica a la doctina catòlica, que no són el mateix perquè el primer és l'oposició al clergat catòlic i no a la creença i el segon no implica odi ni subvaloració, sinó qüestionament (i per tant pot venir de part dels propis catòlics).
L'anticatolicisme sorgeix dels grups considerats com a heretges per l'Església. Aquests van començar a titllar d'Anticrist al Papa, epítet que va ser adoptat pel luteranisme i les subsegüents esglésies protestants, que consideraven que el dogma oficial catòlic i la conducta dels clergues d'alta jerarquia s'havien allunyat del missatge de Jesús. Posteriorment va ser abanderat per moviments propers al comunisme.

## Temes
Un dels temes que més anticatolicisme provoca entre certs sectors és la moral sexual oficial: la prohibició dels matrimonis homosexuals, les campanyes contra els preservatius, el celibat sacerdotal, l'oposició a l'avortament i el lligam entre casament i sexe centren el gruix dels atacs.
També es critica que la jerarquia de l'església sigui conservadora i tancada, amb ocultació dels crims dels seus membres (com els abusos sexuals denunciats al segle XX i XXI comesos majoritàriament per sacerdots homosexuals amb nens al seu càrrec). Aquesta jerarquia se sustenta en el Papa, que manté que pot ser infal·lible.
Les relacions entre catòlics i poder són l'últim gran grup de crítiques i es remunten a les aliances amb els reis medievals i renaixentistes, la venda d'indulgències i el suport a règims afins (com el franquisme), així com la recaptació de diners o la presència en política (sigui o no l'estat confessional).